# Lepidammodytes macrophthalmus
 Lepidammodytes macrophthalmus és una espècie de peix de la família dels ammodítids i l'única del gènere Lepidammodytes.

## Morfologia
Els mascles poden assolir els 15,9 cm de longitud total.

## Distribució geogràfica
Es troba a les Illes Hawaii.